# Мирослав Туджман
Мирослав Туджман (хорв. Miroslav Tuđman, МФА: [mîroslaʋ, mǐ- tûdʑman]; нар. 25 травня 1946, Белград — пом. 31 січня 2021, Загреб) — хорватський учений та політик, найстарша дитина і старший син першого президента Хорватії Франьо Туджмана.

## Життєпис
Народився у Белграді, де закінчив початкову школу, після чого в 1961 році переїхав із сім'єю в Загреб. Народився рівно на 1-шу річницю вінчання його батьків. Названий Мирославом на честь знаменитого письменника Мирослава Крлежі, якого в той час обожнював його батько.
1965 року закінчив гімназію, а 1970 року — філософський факультет Загребського університету за напрямом «філософія» і «соціологія». 1975 року здобув ступінь магістра з теми «Когнітивно-логістичні елементи фактів та інформації». Входив до професорсько-викладацького складу, а 1985 року в цьому ж університеті здобув ступінь доктора інформаційних наук, захистивши дисертацію на тему «Парадигма інформатики». З 1988 завідував кафедрою документознавства відділення інформаційних наук філософського факультету Загребського університету. 1988 року обраний доцентом. 1989 року заснував при факультеті Інститут інформаційних досліджень, ставши першим його керівником (1989—1990). Був заступником декана філософського факультету (1990—1991). Викладав такі дисципліни, як теорія інформатики, організація знань, розвідувальні системи і служби. 1991 року обраний екстраординарним професором. Того ж року брав участь у хорватській війні за незалежність, а в 1992 році став керівником Центру стратегічних досліджень. Двічі був заступником керівника Управління національної безпеки та засновником і директором Хорватської розвідувальної служби (з 1993 по 1998 та в 1999—2000 рр.). Головував у колегіях із національної безпеки в Дипломатичній академії, Воєнній школі та Розвідувальній академії. 1995 року Президент Туджман нагородив його орденом князя Домагоя за заслуги воєнного часу як члена політичної адміністрації Міністерства оборони. 1998 року він дістав посаду штатного професора філософського факультету Загребського університету.
2000 року започаткував міжнародний журнал National Security and the Future (Національна безпека і майбутнє), де був головним редактором. У 2004 році призначений завідувачем кафедри організації знань відділення інформаційних наук філософського факультету Загребського університету. Був організатором низки науково-професійних конференцій у галузі інформатики і національної безпеки та дослідником у галузі інформаційних наук, національної безпеки та розвідувальної діяльності. Прочитав низку лекцій у США, Німеччині, Болгарії, Великій Британії, Чехії та Угорщині.
Перший досвід у політиці здобув 1990 року як співзасновник (спільно зі своїм другом Антуном Вуїчем) недовговічної лівої партії Соціал-демократи Хорватії, але незабаром перейшов до партії свого батька — консервативної Хорватської демократичної співдружності (ХДС). Однак упродовж 90-х був здебільшого політично неактивним. Після смерті батька та першої поразки ХДС на виборах у 2000 році балотувався в Загребську скупщину на місцевих виборах 2001 року як незалежний кандидат, набравши 7,6 % голосів.
Того ж року разом із Ненадом Іванковичем заснував маргінальну праву партію Хорватське істинне відродження, ставши її головою. 2002 року, після перемоги Іво Санадера у виборах голови ХДС і розпуску ряду окружних і міських організацій, три депутати Анте Бельо, Джуро Нявро і Даріо Вукич вступили до партії Туджмана, завдяки чому вона стала парламентською у четвертому скликанні хорватського парламенту. До фракції приєдналася і незалежна депутатка Лєрка Мінтас-Ходак. Пізніше Хорватське істинне відродження співпрацювало з Хорватським блоком (ще однією дрібною партією, що вийшла з лона ХДС), який очолював Івич Пашалич. Проте на парламентських виборах 2003 року вони не здобули популярності (1,7 % голосів). На парламентських виборах 2007 року партія Туджмана-молодшого не висувала своїх кандидатур.
2009 року як номінально незалежний кандидат балотувався на президентських виборах, набравши 4,09 % голосів і посівши сьоме місце в першому турі.
2010 року був співзасновником руху Хорватський ріст (ХРАСТ), але покинув його і повернувся до ХДС, від якої на виборах 2011 року був обраний депутатом хорватського парламенту 7-го скликання. На трьох наступних виборах у 2015 році, 2016 та 2020 роках був обраний депутатом парламенту відповідно 8-го, 9-го та 10-го скликань.
Помер 31 січня 2021 року в Загребській лікарні інфекційних хвороб, куди був госпіталізований за кілька днів до того через ускладнення коронавірусної хвороби на тлі епідемії COVID-19 в Хорватії. Похований 4 лютого 2021 року на загребському кладовищі Мирогой.

## Твори
Туджман є автором та упорядником кількох книжок і збірників. Він також опублікував понад 150 наукових і професійних праць у вітчизняних і закордонних журналах і збірниках. До його найважливіших праць належать:
- Struktura kulturne informacije (1983) [13][14]
- Paradigma informacijske znanosti (1985), doktorska disertacija [15]
- Teorija informacijske znanosti (1986) [16]
- Obavijest i znanje (1990) [17]
- Uvod u informacijsku znanost (1992), srednjoškolski udžbenik [18]
- Priča o Paddyju Ashdownu i Tuđmanovoj salveti (2003) [19] (PDF) [Архівовано 8 грудня 2017 у Wayback Machine.]
- Krivi za zločin samoodređenja? (2003) [20]
- Prikazalište znanja (2003) [21]
- Istina o Bosni i Herecegovini (2005) [22]
- Vrijeme krivokletnika (2006) [23]
- Informacijsko ratište i informacijska znanost (2008) [24][25]
- Programiranje istine (2012) [26][27]
- Programirane hereze i hrvatski otpori (2013) [28]
- Bosna i Hercegovina u raljama zapadne demokracije (2013) [29][30]
- Oslobađajuće presude haškoga Suda Tuđmanovoj Hrvatskoj (2014) [31] (PDF) [Архівовано 2 червня 2021 у Wayback Machine.]
- Tuđmanov arhiv (2015) [32][33]
- Druga strana Rubikona (2017) [34][35]
- Haški krivolov (2019) [36][37][38]

## Відзнаки та премії
- 1995: Орден князя Домагоя зі стрічкою.[39]
- 2006: премія «Ми були перші, коли було треба».
- 2017: премія Любиці Штефан.[40]